# Tettigonia sinensis
Tettigonia sinensis är en insektsart som beskrevs av Walker 1851. Tettigonia sinensis ingår i släktet Tettigonia och familjen dvärgstritar. Inga underarter finns listade i Catalogue of Life.